# Línea Sakaisuji
La Línea Sakaisuji (堺筋線 Sakaisuji-sen) es una línea del metro de Osaka. Este línea conecta la estación Tenjimbashisuji Rokuchome en Ten-Roku (un distrito de Kita-ku, Osaka) con la estación Tengachaya en Kishinosato (un distrito de Nishinari-ku, Osaka). Los nombres oficiales de este línea son Línea 6 de la Tranvía Eléctrica Rápida (高速電気軌道第6号線) y Línea 6 del Ferrocarril Rápido de la Ciudad de Osaka (大阪市高速鉄道第6号線).

## Historia
La línea Sakaisuji fue inaugurada en el 6 de diciembre de 1969 cuando la estación Tenjinbashi de la Línea Senri de los Ferrocarriles Hankyu fue traslado a una locación subterránea (este línea fue operado entre las estaciones Tenjimbashisuji Rokuchome y Dobutsuen-mae). En el 4 de marzo de 1993, este línea fue extendido a la estación Tengachaya (como resultado, la línea Tennoji del ferrocarril Nankai fue cerrado a esto tiempo).

## Estaciones
El servicio del expreso limitado estacional Hozu (denota por H) tiene paradas a las estaciones Tenjimbashisuji Rokuchome, Nippombashi, y Tengachaya. Todos los demás trenes (locales (denota por L) y semi-expresos (denota por SS)) tienen paradas en todas las estaciones en la línea Sakaisuji. Servicios recíprocos operan en tres de las líneas de Hankyu (las líneas Senri, Kyoto, y Arashiyama).
| Código                                     | Estación                                   | Japonés                                    | Longitud (km)                                                                                             | L SS | H | Transferencias | Ubicación                                                                                                 |
| ------------------------------------------ | ------------------------------------------ | ------------------------------------------ | --- | --- | --- | --- | --- |
| Servicios recíprocos (operado por Hankyu): | Servicios recíprocos (operado por Hankyu): | Servicios recíprocos (operado por Hankyu): | a Kita-Senri (Línea Senri) a Kawaramachi (Línea Kyoto) a Arashiyama (Línea Arashiyama; Hozu (estacional)) | a Kita-Senri (Línea Senri) a Kawaramachi (Línea Kyoto) a Arashiyama (Línea Arashiyama; Hozu (estacional)) | a Kita-Senri (Línea Senri) a Kawaramachi (Línea Kyoto) a Arashiyama (Línea Arashiyama; Hozu (estacional)) | a Kita-Senri (Línea Senri) a Kawaramachi (Línea Kyoto) a Arashiyama (Línea Arashiyama; Hozu (estacional)) | a Kita-Senri (Línea Senri) a Kawaramachi (Línea Kyoto) a Arashiyama (Línea Arashiyama; Hozu (estacional)) |
| K11                                        | Tenjimbashisuji Rokuchōme                  | 天神橋筋六丁目                             | 0.0 | ● | ● | - Línea Tanimachi (T18) - Hankyu: Línea Senri | Kita-ku, Osaka                                                                                            |
| K12                                        | Ōgimachi                                   | 扇町                                       | 0.7 | ● | \| | JR West: Línea Circular de Osaka (Temma) | Kita-ku, Osaka                                                                                            |
| K13                                        | Minami-morimachi                           | 南森町                                     | 1.3 | ● | \| | - Línea Tanimachi (T21) - JR West: Línea Tozai (Osakatemmangu) | Kita-ku, Osaka                                                                                            |
| K14                                        | Kitahama                                   | 北浜                                       | 2.1 | ● | \| | Keihan: Línea Keihan, Línea Nakanoshima (Naniwabashi) | Chūō-ku, Osaka                                                                                            |
| K15                                        | Sakaisuji-Hommachi (Semba-higashi)         | 堺筋本町 （船場東）                        | 3.0 | ● | \| | Línea Chūō (C17) | Chūō-ku, Osaka                                                                                            |
| K16                                        | Nagahoribashi                              | 長堀橋                                     | 4.0 | ● | \| | Línea Nagahori Tsurumi-ryokuchi (N16) | Chūō-ku, Osaka                                                                                            |
| K17                                        | Nippombashi                                | 日本橋                                     | 4.9 | ● | ● | - Línea Sennichimae (S17) - Kintetsu: Línea Namba (Kintetsu Nippombashi) | Chūō-ku, Osaka                                                                                            |
| K18                                        | Ebisuchō (Nippombashi-suji)                | 恵美須町 （日本橋筋）                      | 5.9 | ● | \| | Línea Hankai | Naniwa-ku, Osaka                                                                                          |
| K19                                        | Dobutsuen-mae (Shinsekai)                  | 動物園前 （新世界）                        | 6.6 | ● | \| | - Línea Midōsuji (M22) - JR West: - Línea Circular de Osaka (Shin-Imamiya) - Línea Yamatoji (Shin-Imamiya) - Nankai: - Línea Nankai (Shin-Imamiya) - Línea Koya (Shin-Imamiya) - Línea Hankai (Minami-Kasumicho) | Nishinari-ku, Osaka                                                                                       |
| K20                                        | Tengachaya                                 | 天下茶屋                                   | 8.1 | ● | ● | Nankai: Línea Nankai, Línea Koya | Nishinari-ku, Osaka                                                                                       |